# Елвира Рајковић
Елвира Рајковић је српска књижевница, рођена у Сремским Карловцима, 27. септембра 1944. године. Пише поезију, приповетке и романе. Живи у Београду.

## Биографија
У Сремским Карловцима је живела до десете године и ишла у основну школу. Од десете године живота до 1963. је у Суботици, где 1963. године завршава гимназију. Исте године уписује југословенску књижевност на Филозофском факултету у Новом Саду. По завршеној првој години студија прелази на Групу за југословенску и општу књижевност Филолошког факултета у Београду. Али и ту, по завршеној другој години, прекида студије и уписује Историју уметности на Филозофском факултету. Од 11. јула 1964. године до 13. августа 2009. била је у браку са песником Радомиром Рајковићем.
Прву песму објавила је у часопису „Руковет“ („Зар неко слути“), 1963. године (бр. 5), а прву причу у београдској „Младости“ („Смрт у кући“), 1964. године (бр, 4 - 5). Своју поезију и приче, од 1964. године, интензивно је објављивала готово у свим листовима и часописима који су излазили на српскохрватском језику у ондашњој Југославији. Објављено је и више њених прича на Трећем програму Радио Београда.

## Дела
- Знам за тебе, песме, Библиотека „Угао“, Клуб писаца Вршац 1969.
- Еумениде, приче, Библиотека „Угао“, Вршац 1971.
- Круг, приче, Београд 1978.[а]
- Равнодушност, роман, часопис „Жена“, Загреб, 1983.
- Последице, приче, Библиотека „Ревија“, Осијек 1988.
- Ајкула на небу, приче, Библиотека „Угао“, Вршац 2013.

### Антологије
- Годишњак Трг прича, Вршац 1975 (прича „На путу“),
- Годишњак Трг прича, Вршац 1976 (прича „Породична и друга осећања“),
- Антологија Erkundungen 28 jugoslawische Erzahler, 1979, поговор Barbara Antkowiak, заступљена је причом WIR WERDEN FUNF WOCHEN ALLEIN SEIN („Живећемо сами пет недеља“),
- Антологија AN ANTHOLOGY CONTEMPORARY YUGOSLAVIAN POETRY (1950 – 1990) на кинеском језику (заступљена једном песмом),
- Антологија Женски континент, 2004. године, аутор Љиљана Ђурђић (прича „Шесто писмо“),
- Алманах Први митинг поезије, одржан 25. маја 1967. у Загребу, састављач Тито Билопавловић (песма „Офелија“)

## Награде
- Трећа награда за причу, на конкурсу Универзитетског одбора за прозу и књижевну критику, 1965,
- Априлска награда Универзитетског одбора СС Југославије Београдског универзитета, 1965,
- Једна од три равноправне награде за причу „Албина“, на кнкурсу ЦК ССО поводом Дана републике, 1966,
- Трећа награда за роман „Кошуља“, на конкурсу издавачке куће „Мисла“, 1967,
- Друга награда за роман „Равнодушност“ на конкурсу ЦК СО Србије, 1968,
- Награда за причу „Риба“ на конкурсу ЦК СО Србије, 1968,
- Трећа награда за причу, на конкурсу Републичке конференције СО Србије, 1969,
- Награда (није имала такмичарски карактер) за причу „Писма“, Омладинског фестивала у Чачку, 1970,
- Друга награда на конкурсу за роман „Равнодушност“, знанственог часописа за друштвена и умјетничка питања „Жена“, Загреб, 1983,
- Друга награда за причу „Лептир“, на конкурсу за причу листа „Дневник“, Нови Сад, 1983, (прича објављена у листу „Дневник“ 11. новембра 1982),